# Тий (правитель Пафлагонии)
Тий (др.-греч. Θυς) — правитель Пафлагонии в IV веке до н. э.

Карта деления империи Ахеменидов на сатрапии

## Биография
Тий возводил свой род к легендарному царю Пафлагонии Пилемену, упомянутому в Илиаде Гомера.
Правление персидского царя Артаксеркса II было отмечено большим количеством восстаний против центральной власти со стороны сатрапов западных областей. Выступил против царя и владыка Пафлагонии. С увещанием к нему был направлен близкий родственник по материнской стороне Датамн, правитель Каппадокии, но он не смог достичь цели. Тий решил избавиться от своего двоюродного брата, и тот спасся от смерти только благодаря предупреждению от своей матери, прибывшей вместе с ним в Пафлагонию. Тогда Датамн вместе с Ариобарзаном, сатрапом «Лидии, Ионии и всей Фригии», объявил войну мятежнику, Несмотря на последующее отступничество Ариобарзана Датамн, «действуя с неизменным упорством, захватил Тия в плен вместе с женой и детьми» и доставил их в качестве пленников к царскому двору. Это событие сатрап Каппадокии обставил перед Артаксерксом в пышной театральной манере, и тот оказался чрезвычайно довольным тем, что «знаменитый царь неожиданно попал к нему в руки.» Датамн за свое усердие был щедро награждён, а Тий брошен в темницу. Дандамаев М. А. относит эти события примерно к 378 году до н. э.
Древние авторы изображают Тия как «человека огромного роста и свирепого вида», любящего организовывать большие пиршества и не желающего от них отказываться будучи даже в тюремном заключении.